# Bythiospeum bressanum
Bythiospeum bressanum је пуж из реда Littorinimorpha и фамилије Hydrobiidae. 

## Угроженост
Ова врста је наведена као последња брига, јер има широко распрострањење и честа је врста.

## Распрострањење
Ареал врсте је ограничен на једну државу. 
Француска је једино познато природно станиште врсте.

## Станиште
Станиште врсте су слатководна подручја. 